# Drum național 2E
Der Drum național 2E (rumänisch für „Nationalstraße 2E“, kurz DN2E) ist eine Hauptstraße in Rumänien.

## Verlauf
Die Straße zweigt in dem Dorf Spătărești rund 3 km südlich von Fălticeni vom Drum național 2 (zugleich Europastraße 85) nach Nordwesten ab und verläuft nördlich parallel, teils in einigem Abstand, zur Moldova nach Păltinoasa, wo sie auf den Drum național 17 (zugleich Europastraße 58) trifft. Mit diesem verläuft sie rund 2 km gemeinsam nach Norden, trennt sich dann wieder von ihm und führt nach Solca, wo der Drum național 2K, der am Kloster Arbore vorbeiführt, nach Milișăuți abzweigt. Der DN2E führt weiter nach Norden, kreuzt in Marginea den Drum național 17A und in Vicovu de Jos den Drum național 2H, der nach Westen zum Kloster Putna führt, überquert die Suceava und erreicht jenseits Vicovu de Sus die Grenze zur Ukraine mit einem Grenzübergang, jenseits dessen sie sich als Territorialstraße T 2608 nach Storoschynez (Сторожинець) fortsetzt.
Die Länge der Straße beträgt rund 88 km.